# Grammia nervosa
Grammia nervosa är en fjärilsart som beskrevs av Berthold Neumoegen och Dyar 1893. Grammia nervosa ingår i släktet Grammia och familjen björnspinnare. Inga underarter finns listade i Catalogue of Life.